# The Millennium Collection: The Best of Mötley Crüe
20th Century Masters - The Millennium Collection: The Best of Mötley Crüe es un álbum recopilatorio de éxitos lanzados por Universal Music como parte de sus series 20th Century Masters - The Millennium Collection. Lanzado el 7 de octubre de 2003, con éxitos de los 80s/90s por la banda estadounidense de heavy metal Mötley Crüe, sin nuevo material grabado para la compilación.
La compilación recibió mayoritariamente críticas negativas en varios sitios de música en revisión debido a algunas canciones que se están editando, y el gran número de accesos que faltan (aunque el mayor éxito de la banda, "Dr. Feelgood", ha desaparecido.)

## Lista de canciones
1. "Piece of Your Action" (Vince Neil, Nikki Sixx) - 4:40
2. "Shout at the Devil" (Sixx) - 3:15
3. "Too Young to Fall in Love" (Sixx) - 3:33
4. "Home Sweet Home" (Sixx, Neil, Tommy Lee) - 4:00
5. "Girls, Girls, Girls" (Sixx, Lee, Mick Mars) - 4:31
6. "All in the Name of..." (Sixx, Neil) - 3:41
7. "Kickstart My Heart" (Sixx) - 4:44
8. "Rock 'N' Roll Junkie" - 4:02
9. "Anarchy in the U.K." - 3:20
10. "Hooligan's Holiday" (Sixx, Lee, John Corabi, Mars) - 5:49
11. "Generation Swine" (Sixx, Lee) - 4:41
12. "Hell on High Heels" (Sixx, Mars, Neil) - 4:15

## Personal
- Vince Neil - Voz
- Mick Mars - Guitarra
- Nikki Sixx - Bajo
- Tommy Lee - Batería
- John Corabi - Voz en "Hooligan's Holiday"
- Randy Castillo - Batería en "Hell on High Heels"